# Ferenc Juhász
Dans le nom hongrois Juhász Ferenc, le nom de famille précède le prénom, mais cet article utilise l’ordre habituel en français Ferenc Juhász, où le prénom précède le nom.
Pour les articles homonymes, voir Juhász.
Ferenc Juhász, né le 16 août 1928 à Bia – mort le 2 décembre 2015 à Budapest, est un poète hongrois, frère de l’historien Gyula Juhász (en).